# Give me a reason
Give me a reason is de tweede single van The Common Linnets. Het is afkomstig van hun album The common linnets. De single verscheen in een periode dat de moeilijkheden omtrent de samenwerking en de verschillen van inzicht tussen Ilse DeLange en Waylon nog uitgebreid besproken werden op radio en televisie. De single werd aangekondigd als zijnde van de “nieuwe” Common Linnets met JB Meijers en zonder Waylon. In de officiële videoclip is Waylon dan ook niet te zien.
De melodie van het refrein is gebaseerd op het refrein uit Come On Eileen van de Dexy's Midnight Runners.
Ilse DeLange kwam de single persoonlijk aankondigen in RTL Late Night van Humberto Tan van 29 augustus 2014. In het bijbehorend gesprek bleek dat zij de problemen nog niet geheel verwerkt had. Tevens werd ook een nieuw nummer ten gehore gebracht, getiteld Proud.

## Hitnoteringen
Give me a reason stond al één week (17 mei 2014) lang op plaats 92 in de Single Top 100, toen alles nog koek en ei was binnen de band. Het was het resultaat van het aantal downloads. Na de uitgifte als officiële single in augustus wist het niet de hitparades te halen. In de Nederlandse Top 40 bleef het in de tipparade hangen.